# São Gonçalo dos Campos
São Gonçalo dos Campos là một đô thị thuộc bang Bahia, Brasil. Đô thị này có diện tích 293,989 km², dân số năm 2007 là 28978 người, mật độ 98,6 người/km².